# Kiessee (Wegeleben)

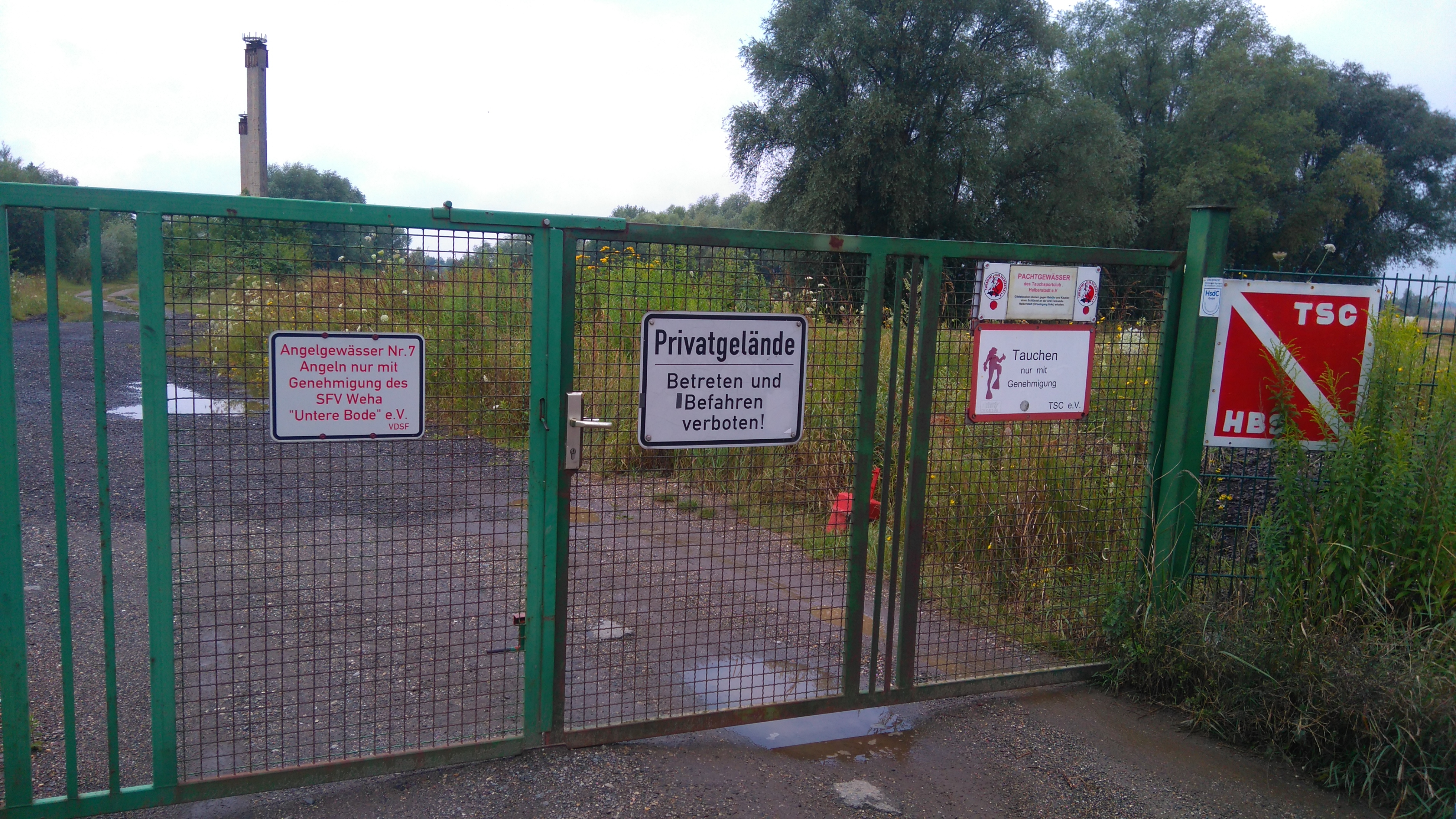
Einfahrtstor zum Angelgewässer Kiessee Wegeleben

Der Kiessee Wegeleben ist ein stehendes, künstlich angelegtes Gewässer im Landkreis Harz in Sachsen-Anhalt.

## Geografische Lage
Der Kiessee liegt auf dem Gemeindegebiet von Wegeleben (Verbandsgemeinde Vorharz) im nordöstlichen Harzvorland. Östlich des Kiessees führt die Verbindungsstraße K 1319 von Wegeleben nach dem Vorwerk Emersleben und der dort befindlichen Kreuzung mit der Bundesstraße 81 von Halberstadt nach Magdeburg vorbei.
Nordwestlich des Kiessees befindet sich noch ein weiterer Kiessee. Zwischen beiden stehenden Gewässer fließt der Neue Graben hindurch, der für Bewässerungszwecke diente und von der Bode südwestlich von Gröningen abzweigt.

## Geschichte und Nutzung des Kiessees
Er ist ein künstlich angelegter Baggersee, der auf den Abbau von Kies und Sand als Baumaterialien durch Tagebau zurückgeht. Heute dient der Kiessee als Angelgewässer. Bis Ende 2020 wurde er außerdem als Tauchgewässer durch den Tauchsportclub Halberstadt e. V. und den Tauchclub Harz genutzt.
Das frühere Kieswerk am Emerslebener Weg 1 dient heute als Sitz der Nordharz-Asphalt-Mischwerke GmbH & Co KG.
Die Landschaft rund um den Kiessee dient der Ruhe und Erholung. Das Gelände des Kiessees Wegeleben ist hingegen umzäunt und darf ohne Genehmigung nicht betreten oder befahren werden.
Am 1. September 2007 wurde im See unweit der früheren Pumpenstation ein großes Mühlrad versenkt, das als Attraktion für Sporttaucher diente. Der Tauchsportclub Halberstadt e. V. errichtete im April 2018 unter Wasser eine Gedenktafel für verstorbene Vereinsmitglieder. Für Sporttaucher gab es die drei Einstiege: Strand, Pumpe und Drei Birken.
Als typischer Baggersee unterscheidet sich der Kiessee limnologisch von einem natürlichen See dadurch, dass er weder über oberflächliche Zuflüsse noch Abflüsse verfügt. Vielmehr korrespondiert sein Wasserkörper mit dem Grundwasser. Dabei herrschte anfangs ein besonders kräftiger Grundwasserstrom. Aber innerhalb weniger Jahre dichteten sich die Böschungen des Seebeckens durch biogene Ablagerungen weitgehend ab. Danach führte der Wasserkörper der Kiessees ein limnologisches Eigenleben. Der Austausch mit dem umgebenden Grundwasser beschränkt sich seitdem auf den Ausgleich von Pegelschwankungen.
Durch diese Besonderheit wirkte der Kiessee zeitweise als Nährstoff-Falle. Eine mehr oder weniger rasche Eutrophierung gehörte zum natürlichen Lebenslauf dieses Sees. Diese führte zu immer dichterem Algenwachstum (auch Algenblüten) und vermehrter Biomasse in den Folgestufen der Nahrungskette. Damit nahm der Verbrauch an Sauerstoff in der Tiefenschicht (Hypolimnion) immer mehr zu. Es kam zeitweilig zu reduzierenden Verhältnissen, unter denen der gesamte Phosphor im produktiven Umlauf bleibt.
Heute ist der Kiessee für seinen Fischreichtum bekannt (siehe Fauna). Der Kiessee Wegeleben ist als Angelgewässer Nr. 7 (Kieswerk Wegeleben) ausgewiesen. Angeln ist im Kiessee nur mit Genehmigung des Sportfischervereins Weha "Untere Bode" e. V. erlaubt.

## Flora
Das Ufer des Kiessees Wegeleben ist fast durchgängig mit Schilf bewachsen, in dem zahlreiche Sing- und Wasservögel brüten. An einigen geschützten Stellen des Sees wachsen Seerosen. Am Ufer befinden sich einige Laubbäume, darunter Erlen und Birken.

## Fauna
Im Kiessee Wegeleben sind zahlreiche einheimische Fischarten verbreitet, darunter vor allem Schwarmfische, die für ihren Aufenthalt in stehenden oder langsam fließenden Gewässern mit weichem schlammigem Grund bekannt sind. Hier besiedeln sie die vorwiegend flachen, weichgründigen und pflanzenreichen Uferbereiche des Kiessees. Zu den nachgewiesenen Schwarmfischen im Wegelebener Kiessee zählen vor allem Rotfedern und Barsche.
Andere Fischarten wie Hechte, Karpfen, Aale und Schleie wurden im Kiessee ausgesetzt. Gesichtet wurden außerdem auch Äschen.
Einige Hechte wurden im Frühjahr 2017 mit über 1,20 Meter Länge gefangen.
Am Seegrund leben zahlreiche Krebse.